# 즈칸
《즈칸》(図鑑, 도감)은 쿠루리의 두 번째 정규 음반이다. 스피드스타 레코드를 통해 2000년 1월 21일에 발매되었다.
짐 오루크가 공동 프로듀서로 참가하였다. 수록곡은 〈마치〉, 〈아오이 소라〉 등 격렬한 기타 록 곡이 많으나 〈피아노걸〉, 〈뵤부가우라〉 같은 차분한 곡도 수록되어있다.
〈아오이 소라〉, 〈마치〉가 선행 싱글로 발매되었으며 CD 띠지 등에 적힌 캐치프레이즈는 '정말 대단해, 쿠루리'.
음반에는 모노로 녹음된 곡이 존재하며, 객원 드러머로 아라키 유코와 네기시 다카소네가 참가했다.

## 수록곡
| #   | 제목                                               | 재생 시간 |
| --- | -------------------------------------------------- | --------- |
| 1.  | 〈인트로〉 (イントロ)                              |           |
| 2.  | 〈마치〉 (マーチ)                                  |           |
| 3.  | 〈아오이 소라〉 (album mix)(青い空＜アルバムmix＞) |           |
| 4.  | 〈밀레니엄〉 (ミレニアム)                          |           |
| 5.  | 〈와쿠세이즈쿠리〉 (惑星づくり)                    |           |
| 6.  | 〈마도〉 (窓)                                      |           |
| 7.  | 〈치아노제〉 (チアノーゼ)                          |           |
| 8.  | 〈피아노걸〉 (ピアノガール)                        |           |
| 9.  | 〈Abula〉 (ABULA)                                  |           |
| 10. | 〈뵤부가우라〉 (屏風浦)                            |           |
| 11. | 〈마치〉 (街)                                      |           |
| 12. | 〈러시아노 룰렛〉 (ロシアのルーレット)             |           |
| 13. | 〈홈런〉 (ホームラン)                              |           |
| 14. | 〈가론〉 (가론 mix)(ガロン＜ガロ～ンmix＞)         |           |
| 15. | 〈야도와나시〉 (宿はなし)                          |           |